# الفصل التاسع من ميثاق الأمم المتحدة
ميثاق الأمم المتحدة الفصل التاسع: في التعاون الدولي الاقتصادي والاجتماعي

## المادة 55
رغبة في تهيئة دواعي الاستقرار والرفاهية الضروريين لقيام علاقات سليمة ودية بين الأمم المتحدة مؤسسة على احترام المبدأ الذي يقضي بالتسوية في الحقوق بين الشعوب وبأن يكون لكل منها تقرير مصيرها، تعمل الأمم المتحدة على:
(أ) تحقيق مستوى أعلى للمعيشة وتوفير أسباب الاستخدام المتصل لكل فرد والنهوض بعوامل التطور والتقدم الاقتصادي والاجتماعي.
(ب) تيسير الحلول للمشاكل الدولية الاقتصادية والاجتماعية والصحية وما يتصل بها، وتعزيز التعاون الدولي في أمور الثقافة والتعليم.
(ج) أن يشيع في العالم احترام حقوق الإنسان والحريات الأساسية للجميع بلا تمييز بسبب الجنس أو اللغة أو الدين، ولا تفريق بين الرجال والنساء، ومراعاة تلك الحقوق والحريات فعلاً.

## المادة 56
يتعهد جميع الأعضاء بأن يقوموا، منفردين أو مشتركين، بما يجب عليهم من عمل بالتعاون مع الهيئة لإدراك المقاصد المنصوص عليها في المادة 55.

## المادة 57
1. الوكالات المختلفة التي تنشأ بمقتضى اتفاق بين الحكومات والتي تضطلع بمقتضى نظمها الأساسية بتبعات دولية واسعة في الاقتصاد والاجتماع والثقافة والتعليم والصحة وما يتصل بذلك من الشؤون يوصل بينها وبين «الأمم المتحدة» وفقا لأحكام المادة 63.
2. تسمى هذه الوكالات التي يوصل بينها وبين «الأمم المتحدة» فيما يلي من الأحكام بالوكالات المتخصصة.

## المادة 58
تقدم الهيئة توصيات بقصد تنسيق سياسات الوكالات المتخصصة ووجوه نشاطها.

## المادة 59
تدعو الهيئة عند المناسبة إلى أجراء مفاوضات بين الدول ذات الشأن بقصد إنشاء أية وكالة متخصصة جديدة يتطلبها تحقيق المقاصد المبينة في المادة 55.

## المادة 60
مقاصد الهيئة المبينة في هذا الفصل تقع مسؤولية تحقيقها على عاتق الجمعية العامة كما تقع على عاتق المجلس الاقتصادي والاجتماعي تحت إشراف الجمعية العامة، ويكون لهذا المجلس من أجل ذلك السلطات المبينة في الفصل العاشر.

## انظر ايضاً
| ميثاق الأمم المتحدة                                                              |
| -------------------------------------------------------------------------------- |
|                                                                                  |
| الفصل الأول في مقاصد الهيئة ومبادئها                                             |
| الفصل الثاني فـي العضوية                                                         |
| الفصل الثالث فـي فروع الهيئـة                                                    |
| الفصل الرابع في الجمعيـة العـامة                                                 |
| الفصل الخامس في مجلـس الأمـن                                                     |
| الفصل السادس في حل المنازعات حلاً سلمياً                                           |
| الفصل السابع فيما يتخذ من الأعمال في حالات تهديد السلم والإخلال به ووقوع العدوان |
| الفصل الثامن في التنظيمات الإقليمية                                              |
| الفصل التاسع في التعاون الدولي الاقتصادي والاجتماعي                              |
| الفصل العاشر المجلس الاقتصادي والاجتماعي                                         |
| الفصل الحادي عشر تصريح يتعلق بالأقاليم غير المتمتعة بالحكم الذاتي                |
| الفصل الثاني عشر في نظام الوصاية الدولي                                          |
| الفصل الثالث عشر في مجلس الوصاية                                                 |
| الفصل الرابع عشر في محكمة العدل الدولية                                          |
| الفصل الخامس عشر في الأمـانة                                                     |
| الفصل السادس عشر أحكـام متنوعـة                                                  |
| الفصل السابع عشر في تدابير حفظ الأمن في فترة الانتقال                            |
| الفصل الثامن عشر في تعديل الميثاق                                                |
| الفصل التاسع عشر في التصديق والتوقيع                                             |